# Blind Percy
Blind Percy war ein früher US-amerikanischer Blues-Mundharmonikaspieler, über dessen Leben wenig bekannt ist. Seine Aufnahmen erschienen unter dem Namen Blind Percy & His Blind Band. Es ist nicht bekannt, wer die Mitglieder der „Blind Band“ waren, nicht einmal, ob alle blind waren.
Blind Percy gilt als einer der wenigen in der Geschichte des Blues, die die Mundharmonika auf einem Halsgestell („harmonica rack“) spielten, so wie es später z. B. Bob Dylan populär machte. Diese Spielweise erlaubt das gleichzeitige Spielen einer Gitarre.
Es wird bisweilen vermutet, dass Blind Percy identisch mit Six Cylinder Smith sei, ohne dass es dafür einen hundertprozentigen Beweis gibt. Andere Meinungen setzen Six Cylinder Smith mit Blind Joe Taggart gleich, so dass sich als Kreisschluss ergibt, Blind Percy ist Blind Joe Taggart. Jedoch fehlen die eindeutigen Beweise, und alle drei können durchaus verschiedene Personen gewesen sein.
Weder von Blind Percy noch von Six Cylinder Smith gibt es überlieferte Fotos. Die meisten bekannten Informationen über Blind Joe Taggart stammen von Josh White, der jedoch keinerlei Hinweise gab, ob Taggart unter den Namen Smith oder Percy auftrat.
Der Chicago-Blues-Gitarrist Jimmie Lee Robinson gab „einen Mann namens Blind Percy“ als seinen Lehrmeister an. Dies hieße, dass Blind Percy sich in den 1930er und 1940er Jahren in Chicago aufhielt. Die Aufnahmen von Blind Percy Ende der 1920er Jahre werden allgemein jedoch der Blues-Tradition von Texas, Louisiana und Arkansas zugeordnet.